# Allan Moffat

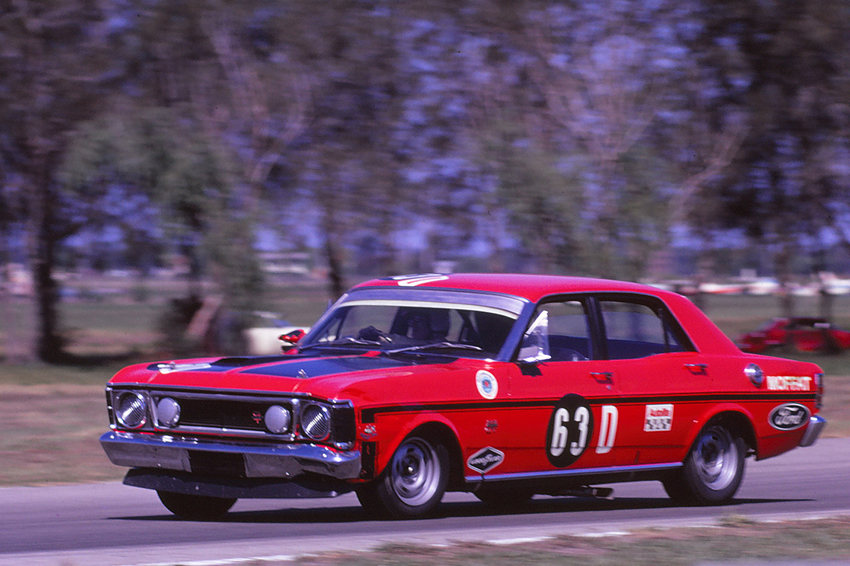
Allan Moffat im Ford Falcon GTHO, bei seiner Siegesfahrt 1970 in Surfers Paradise

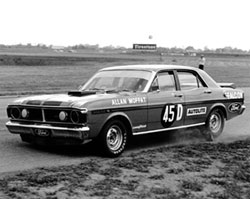
Allan Moffat im Ford Falcon GTHO in der South Pacific Touring Car Series 1972

Allan George Moffat, OBE, (* 10. November 1939 in Saskatoon) ist ein ehemaliger kanadischer Autorennfahrer und Rennstallbesitzer, der auch die australische Staatsbürgerschaft besitzt. Seine Rennen bestritt er mit einer australischen Fahrerlizenz.

## Karriere als Rennfahrer
Allan Moffat kam 1939 in Kanada zur Welt und übersiedelte 1956 mit seinen Eltern nach Australien. Sein Vater war bei Massey Ferguson tätig, einem Hersteller landwirtschaftlicher Fahrzeuge und Maschinen in Melbourne, und nahm eine leitende Funktion an. Moffat, der 1964 mit dem Motorsport begann, wurde zu einem der erfolgreichsten Rennfahrer des australischen Motorsports. Zwischen 1973 und 1984 gewann er achtmal die Gesamtwertung der australischen Tourenwagen-Meisterschaft. Legendär wurden dabei seine Duelle mit Peter Brock. Seine erste Meisterschaft gewann er 1973 auf einem Ford XY Falcon GT des australischen Ford-Werksteam. Der letzte Gesamtsieg datiert aus dem Jahr 1984 im Mazda RX-7 des eigenen Rennteams. Die beiden bedeutendsten australischen Langstreckenrennen gewann er mehrmals, sechsmal das Sandown 500 und viermal das Bathurst 1000.
Zweimal startete er beim 12-Stunden-Rennen von Sebring, das er 1975 gemeinsam mit Brian Redman, Hans-Joachim Stuck und Sam Posey im Werks-BMW 3.0 CSL gewann. Auch beim 24-Stunden-Rennen von Le Mans war er zweimal engagiert, mit dem besten Ergebnis 1982, als er 14. der Gesamtwertung wurde.
Erst 2004 erhielt er die australische Staatsbürgerschaft, die ihm bei einer Zeremonie im Rahmen des Großen Preises von Australien verliehen wurde. Allan Moffat, dessen Söhne James und Andy ebenfalls Rennfahrer wurden, zog sich 2019 wegen einer Alzheimer-Krankheit aus der Öffentlichkeit zurück.

## Statistik

### Le-Mans-Ergebnisse
| Jahr | Team                | Fahrzeug      | Teamkollege   | Teamkollege    | Platzierung | Ausfallgrund  |
| ---- | ------------------- | ------------- | ------------- | -------------- | ----------- | ------------- |
| 1980 | Dick Barbour Racing | Porsche 935K3 | Bob Garretson | Bobby Rahal    | Ausfall     | Ventilschaden |
| 1982 | Mazdaspeed          | Mazda RX-7    | Yōjirō Terada | Takashi Yorino | Rang 14     |               |

### Sebring-Ergebnisse
| Jahr | Team           | Fahrzeug     | Teamkollege | Teamkollege        | Teamkollege  | Platzierung | Ausfallgrund |
| ---- | -------------- | ------------ | ----------- | ------------------ | ------------ | ----------- | ------------ |
| 1968 | Shelby Racing  | Ford Mustang | Horst Kwech |                    |              | Ausfall     | Motorschaden |
| 1975 | BMW Motorsport | BMW 3.0 CSL  | Sam Posey   | Hans-Joachim Stuck | Brian Redman | Gesamtsieg  |              |

### Einzelergebnisse in der Sportwagen-Weltmeisterschaft
| Saison | Team                      | Rennwagen              | 1   | 2   | 3   | 4   | 5   | 6   | 7   | 8   | 9   | 10  | 11  | 12  | 13  | 14  | 15  | 16  |
| ------ | ------------------------- | ---------------------- | --- | --- | --- | --- | --- | --- | --- | --- | --- | --- | --- | --- | --- | --- | --- | --- |
| 1968   | Shelby Racing             | Ford Mustang           | DAY | SEB | BRH | MON | TAR | NÜR | SPA | WAT | ZEL | LEM |     |     |     |     |     |     |
| 1968   | Shelby Racing             | Ford Mustang           | DNF | DNF |     |     |     |     |     |     |     |     |     |     |     |     |     |     |
| 1980   | JLC Racing Barbour Racing | Mazda RX-7 Porsche 935 | DAY | BRH | SEB | MUG | MON | RIV | SIL | NÜR | LEM | DAY | WAT | SPA | MOS | ROA | VAL | DIJ |
| 1980   | JLC Racing Barbour Racing | Mazda RX-7 Porsche 935 | 24  |     |     |     |     |     |     |     | DNF |     |     |     |     |     |     |     |
| 1982   | Mazdaspeed                | Mazda RX-7             | MON | SIL | NÜR | LEM | SPA | MUG | FUJ | BRH |     |     |     |     |     |     |     |     |
| 1982   | Mazdaspeed                | Mazda RX-7             | 14  |     |     |     |     |     |     |     |     |     |     |     |     |     |     |     |